# Fort de Bala Hisar
El fort de Bala Hisar és una fortalesa de Peshawar al Pakistan. Des del 1949 és seu del Frontier Corp. Està situat en una altura a la part nord-oest de Peshawar ocupant 4 km² i està protegit d'una doble muralla.
Fou construït per Baber el 1519 i servia de parada pels emperadors quan anaven a Kabul o venien de Kabul. A aquesta darrera ciutat ja existia una fortalesa amb el mateix nom, derivat del persa i que vol dir "Castell Alt".
Al cap d'un temps fou destruïda per les tribus de la regió que consideraven que posava en perill la seva independència, però Humayun la va reconstruir el 1553. El mateix any fou atacada pels afganesos dazalak que foren rebutjats pels governador Sikandar Khan Uzbek. Un gran incendi s'hi va produir el 1586 i va destruir gran quantitat de mercaderies però fou restaurat i va restar en mans dels mogols fins al 1668 quan la fortalesa va caure en mans dels afganesos dirigits per Aymal Khan.
Al cap de dos o tres anys els mogols la van recuperar i la van conservar fins al 1738 quan la va ocupar Nadir Shah, xa afshàrida de Pèrsia, a la mort del qual es va sotmetre a Ahmad Shah Durrani, el cap dels afganesos sadozay abdali. El seu fill Timur Shah Durrani la va convertir en la seva residència. Després de la batalla de Nowshera, els sikhs van ocupar Peshawar i van dominar la fortalesa (1824) que es va desmantellar i els materials foren venuts; però després es van penedir, la van reconstruir i li van donar el nom de Sumergarh, Samirgarh o Samargarh (1834), nom que no fou popular i que no va durar gaire temps. El 1848 va passar als britànics que van construir una ciutadella a la fortalesa (1849).